# 에이바 (영화)
《에이바》(영어: Ava)는 2020년 개봉한 미국의 액션 스릴러 영화이다. 제시카 채스테인, 콜린 패럴, 지나 데이비스, 존 맬커비치, 코먼 등이 출연하고, 테이트 테일러가 감독을 맡았다.

## 줄거리
전직 군인 에이바는 암살자이며, 그녀의 담당 관리자는 전 육군 상사 듀크이다. 에이바는 사우디아라비아에서 독일 장군을 심근 경색으로 위장해 독살하는 임무를 새로 맡는다.
간단할 거라던 작업은 도중 장군과 에이바가 있는 방에 장군의 경호를 맡은 자들이 난입하면서 에이바가 현장의 군인들을 몰살하는 총격전으로 이어진다. 후에 듀크는 에이바에게 자신이 잘못된 내부 정보를 받은 탓이라고 설명한다. 그러나 듀크의 상관 사이먼은 이전부터 늘 지시에 곧이곧대로 따르지 않던 에이바가 더는 감당이 안 되는 골칫거리라고 판단하고 제거를 결정한다.
한편 에이바는 보스턴에서 전 약혼자이며 현재는 여동생 주디와 사귀는 마이클과 재회한다. 다시 도박을 시작한 마이클은 7만 달러의 빚을 지고 마는데...

## 출연진
- 제시카 채스테인 - 에이바 역
- 존 맬커비치 - 듀크 역
- 코먼 - 마이클 역
- 지나 데이비스 - 보비 역: 에이바의 어머니.
- 콜린 패럴 - 사이먼 역
- 제스 와익슬러 - 주디 역
- 요안 그리피드 - 피터 해밀턴 역
- 다이애나 실버스 - 커밀 역: 사이먼의 딸.
- 조앤 천 - 토니 역
- 미셸 뮐러 - 테디 역
- 크리스토퍼 J. 도미크 - 군터 역
- 조 소발로 주니어 - 알레한드로 역
- 에프카 크라바치에유스 - 알랭 역
- 마틴 리 - 알코올 의존증 환자 역
- 시몬 스턴 - 대니엘라 역
- 디터 리슬레 - 군터 밑에 있는 장교 역
- 마이클 구아네라 - 로비 바텐더 역
- 브루스로버트 세러핀 - 토니의 실외 경비 역
- 콘스턴틴 트라입스 - 다른 독일인 경비 역

## 기타 정보
- 대한민국 수입사: 조이앤시네마